# Highlandville
Highlandville é uma cidade localizada no estado americano de Missouri, no Condado de Christian.

## Demografia
Segundo o censo americano de 2000, a sua população era de 872 habitantes.
Em 2006, foi estimada uma população de 922, um aumento de 50 (5.7%).

## Geografia
De acordo com o United States Census Bureau tem uma área de
12,9 km², dos quais 12,9 km² cobertos por terra e 0,0 km² cobertos por água. Highlandville localiza-se a aproximadamente 379 m acima do nível do mar.

## Localidades na vizinhança
O diagrama seguinte representa as localidades num raio de 20 km ao redor de Highlandville.